# Criptoxantina
La criptoxantina és un pigment carotenoide natural. S'ha aïllat de moltes fonts incloent els pètals i les flors de plantes del gènere Physalis, pèla de taronja, papaia, rovell d'ou, mantega i sèrum de la sang de bovins.

## Química
L'estructura de la criptoxantina està estretament relacionada amb el beta-carotè, només amb l'addició d'un grup hidroxil. És membre de la classe de carotenoides xantofil·la.

## Biologia i medicina
En el cos humà, la criptoxantina es converteix en vitamina A (retinol) i per tant, es considera provitamina A. Com altres carotenoides, la criptoxantina és un antioxidant i pot ajudar a prevenir els danys per radicals lliures en l'ADN i estimular-ne la reparació.
Pot ajudar contra el càncer de pulmó.

## Altres usos
La criptoxantina serveix per acolorir productes alimentaris, però no està aprovat aquest ús en els Estats Units tanmateix, està aprovat a Austràlia i Nova Zelanda.